# Wagneriana levii
Wagneriana levii är en spindelart som beskrevs av Pinto-da-Rocha och Buckup 1995. Wagneriana levii ingår i släktet Wagneriana och familjen hjulspindlar. Inga underarter finns listade i Catalogue of Life.